# چزاره مرزاگورا
چزاره مرزاگورا (انگلیسی: Cesare Merzagora؛ ۹ نوامبر ۱۸۹۸ – ۱ مهٔ ۱۹۹۱) رئیس بانکا پوپولاره دی میلانو و سیاستمدار اهل ایتالیا بود. وی از ۲۵ ژوئن ۱۹۵۳ تا ۷ نوامبر ۱۹۶۷ سمت ریاست سنای ایتالیا و از تاریخ ۶ دسامبر ۱۹۶۴ تا ۲۹ دسامبر ۱۹۶۴ ریاست‌جمهوری ایتالیا را برعهده داشت.
چزاره مرزاگورا در ۱ مه ۱۹۹۱، در سن ۹۲ سالگی در رم درگذشت.